# Троктолит

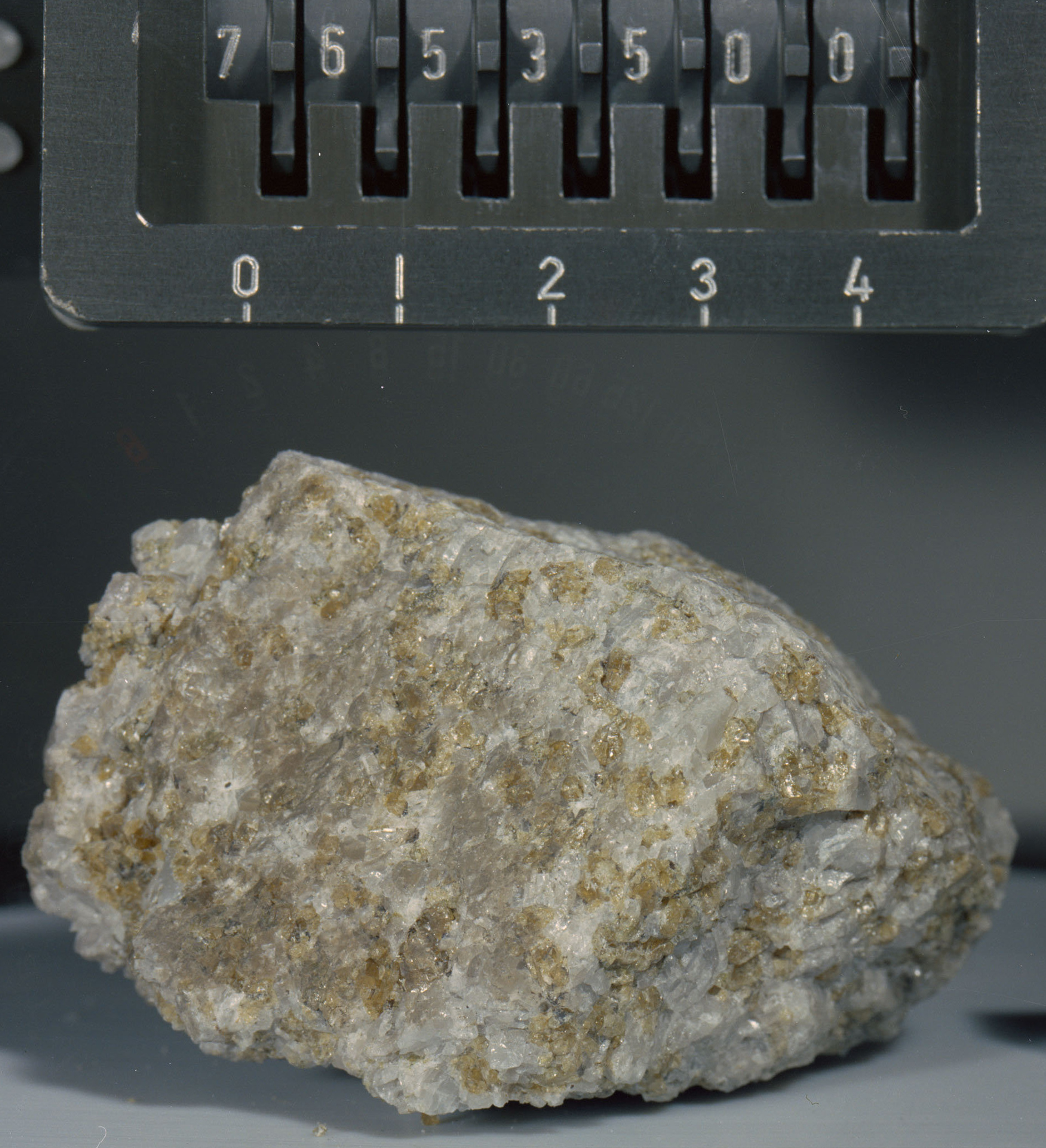

Троктолит — магматическая плутоническая основная нормальнощелочная горная порода семейства габброидов. По минеральному составу сложена преимущественно основным плагиоклазом (лабрадором или битовнитом) и оливином. В отличие от габбро пироксены присутствуют в незначительном количестве или вовсе отсутствуют. Синоним лейкократовых разновидностей: форелленштейн.